# Szürkefejű halkapó
A szürkefejű halkapó (Halcyon leucocephala) a madarak osztályának szalakótaalakúak (Coraciiformes) rendjébe és a jégmadárfélék (Alcedinidae) családjába tartozó faj.

## Rendszerezése
A fajt Philipp Ludwig Statius Müller német zoológus írta le 1776-ban, az Alcedo nembe Alcedo leucocephala néven.

## Alfajai
- Halcyon leucocephala acteon (Lesson, 1830)
- Halcyon leucocephala hyacinthina Reichenow, 1900
- Halcyon leucocephala leucocephala (Statius Muller, 1776)
- Halcyon leucocephala pallidiventris Cabanis, 1880
- Halcyon leucocephala semicaerulea (Gmelin, 1788)[2]

## Előfordulása
Afrikában a Szahara alatti  részeken és az Arab-félszigeten, Angola, Benin, Bissau-Guinea, Botswana, Burkina Faso, Burundi, Csád, a Dél-afrikai Köztársaság, Dél-Szudán,  Elefántcsontpart, Dzsibuti, az Egyesült Arab Emírségek, Eritrea, Etiópia, Gabon, Gambia, Ghána, Guinea, Jemen, Kamerun, Kenya, a Kongói Köztársaság, a Kongói Demokratikus Köztársaság, a Közép-afrikai Köztársaság, Libéria, Malawi, Mali, Mauritánia, Mozambik, Namíbia, Niger, Nigéria, Omán, Ruanda, Szaúd-Arábia, Szenegál, Sierra Leone, Szomália, Szudán, Szváziföld, Tanzánia, Togo, Uganda, Zambia, Zimbabwe és a Zöld-foki Köztársaság területén honos. 
Természetes élőhelyei a szubtrópusi és trópusi lombhullató erdők, cserjések és szavannák, folyók és patakok környékén, valamint szántóföldek és vidéki kertek. Vonuló faj.

## Megjelenése
Testhossza 22 centiméter, testtömege 35–61 gramm.
|  |

## Életmódja
Többnyire rovarokkal táplálkozik.

## Természetvédelmi helyzete
Az elterjedési területe rendkívül nagy, egyedszáma pedig stabil. A Természetvédelmi Világszövetség Vörös listáján nem fenyegetett fajként szerepel.